# Eunuques dans la Rome antique

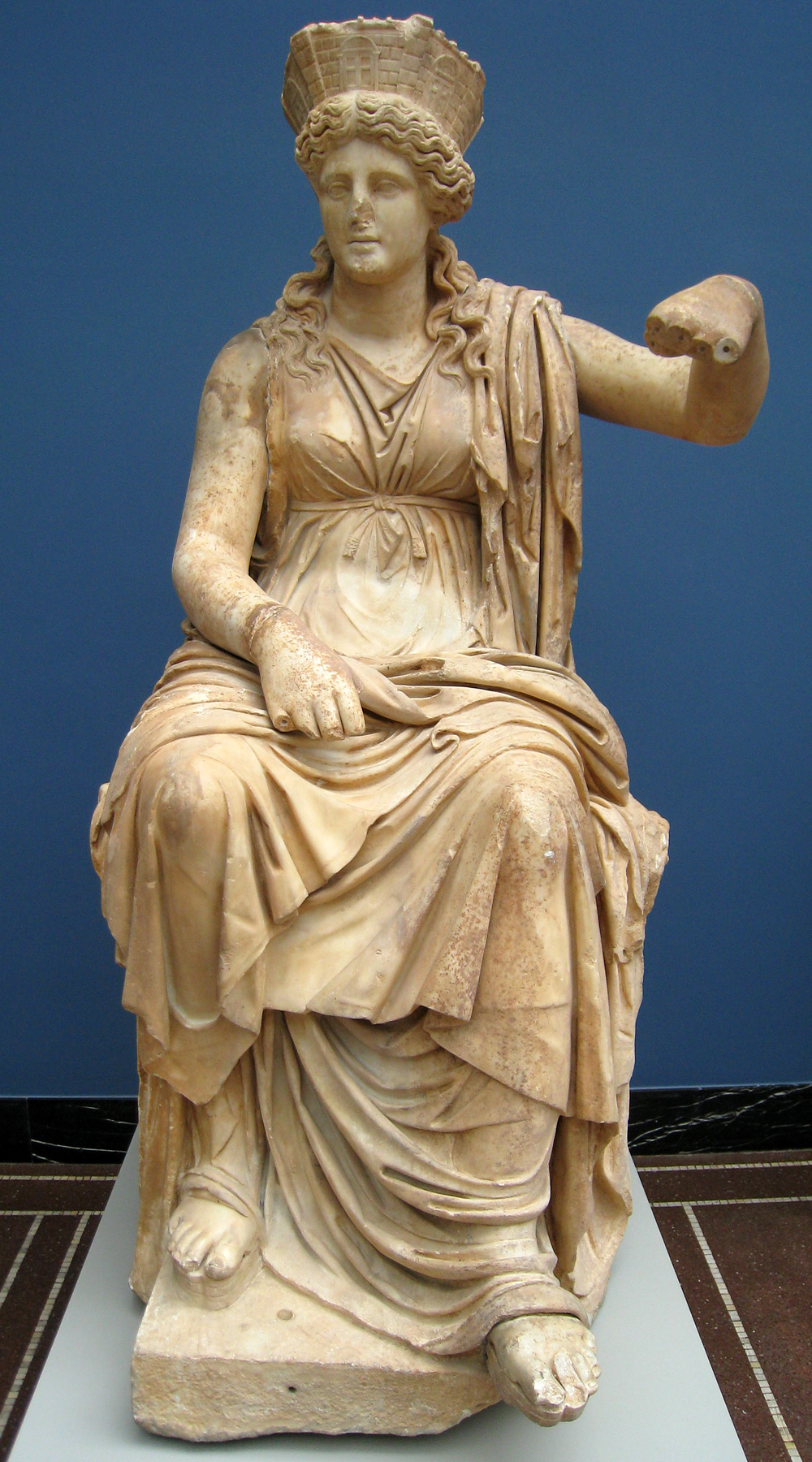
Statue en marbre de la déesse Cybèle, (Formia, Latium).

Avec l'expansion du territoire de Rome tout autour de la Méditerranée, la présence des eunuques dans la Rome antique est devenue de plus en plus fréquente. On impute traditionnellement cette évolution à l'assimilation et l'intégration progressives de cultes orientaux au cœur des pratiques religieuse de la cité italienne, comme celui de la déesse Cybèle, à l'origine décriée pour son association aux pratiques bachiques et orgiaques.
Par la suite, cependant, la déesse est devenue l'une des divinités gardiennes de Rome, à laquelle on attribuait notamment dans l'Antiquité le fait d'avoir détourné Hannibal de la ville en 204 av. J.-C. 
Pour remercier cette divinité, on intégra au calendrier romain une fête en l'honneur de la déesse au cours de laquelle des prêtres castrés (les galles) et les fidèles se flagellaient mutuellement. Durant ces fêtes, des femmes s'y amputaient les seins et des hommes se castraient publiquement.
La castration fut par la suite interdite par le droit pénal romain, notamment via la Lex Cornelia Sullæ de sicariis et veneficis édictée par dictateur Lucius Cornelius Sulla en 81 av. J.-C., qui condamnait ces pratiques, ainsi que ceux qui pratiquaient la magie, l'avortement, la castration, la circoncision (à l'exception des juifs).

## Utilisation comme esclaves sexuels
Procope de Césarée, source tardive, relate que la plupart des eunuques de Rome provenaient des régions bordant la Mer Noire, notamment parmi le peuple des Abasges (Abasci) originaires de Colchide, où les chefs tribaux prélevaient des enfants pour les faire émasculer et les vendre comme esclaves. Quand la christianisation de la région débuta sous Justinien, Procope explique alors que « plus que tout autre, dans cette région, les hommes étaient privés de virilité, violant la nature par le fer ».
F. Cardini, sur la base de sources anciennes, propose une typologie des eunuques, divisés en trois classes : d'abord les spadones, auxquels on retirait les testicules ; les thlasiae, dont les parties génitales étaient broyées et enfin les castrati, ceux dont tout l'appareil reproducteur, y compris la verge, avait été enlevé .
La diffusion de la culture grecque orientale à l'époque hellénistique à Rome, du fait notamment de l'intégration par les élites et l'aristocratie romaine des valeurs du monde grec, permit aussi de diffuser dans les grandes familles l'utilisation d'eunuques dans le cadre de relations sexuelles serviles, notamment les spadones, privés de pouvoir reproducteur. Cet usage semble avoir été courant et apprécié parmi les matrones romaines, qui semblent avoir préféré cette forme de relation charnelle à la nécessité d'un avortement risqué. Selon les sources[réf. nécessaire] du début du IIe siècle et du IIIe de notre ère, Titus et Domitien recourraient régulièrement aux services d'eunuques pour avoir des rapports sexuels. 
Pour éviter qu'une corruption sexuelle se diffuse, l'empereur Hadrien promulgua plusieurs lois sévères pour condamner ces pratiques. Cependant, les effets furent relativement négligeables : les castrations liées à des motivations religieuses ne cessèrent d'augmenter aux IIe et IIIe siècles de notre ère, notamment sous certains empereurs d'origine orientale, particulièrement versés dans le culte de Cybèle, tel Héliogabale, originaire d'Emèse, et lui-même prêtre de cette divinité.

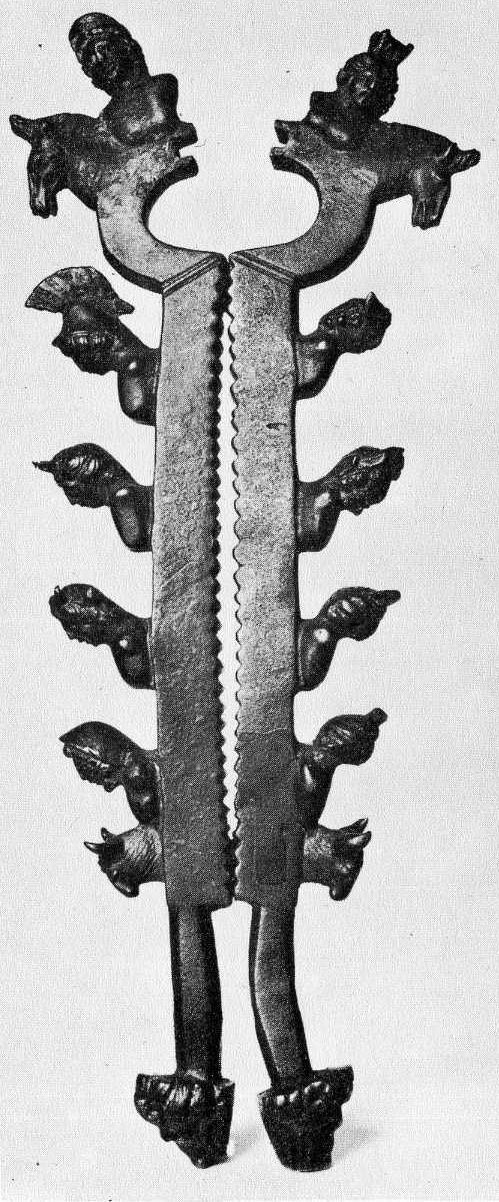
Pince à castrer découverte dans la Tamise et utilisée dans le cadre du culte de Cybèle pour sectionner les parties génitales.

## Une réputation de fidélité au service des empereurs
La présence d'eunuques à la cour des empereurs est très documentée et relatée par les sources anciennes. Les eunuques servaient d'une part à veiller sur les femmes de la famille impériale, comme dans la tradition perse orientale notamment, mais étaient également réputés pour leur fiabilité. La place particulière de l'eunuque impérial dans la société romaine, souvent ancien esclave affranchi et intégré à la maison de l'empereur, relèverait ainsi d'une forme de désexualisation de l'esclave selon l'anthropologue Claude Meillasoux.
En effet dans le monde romain l'esclave est traditionnellement considéré comme un bien meuble, une chose, à qui toute forme de famille reconnue est prohibée. Moses I. Finley définit d'ailleurs l'esclave comme un « sans-famille » : il ne peut contracter aucun mariage, et ses enfants sont la propriété de son maître, qui peut choisir de les garder ou de les vendre. Dans ce contexte, l'existence d'eunuques auprès de l'empereur fait donc figure d'un traitement d'exception pour ces anciens esclaves détenant une position dans l'organisation de l'État. Pour Meillassoux et Finley, ce processus de déshumanisation de l'esclave peut de fait aussi passer par la castration : on supprime ainsi à l'esclave sa toute dernière chance et possibilité de procréer pour — en cas d'affranchissement — transmettre sa liberté acquise à ses enfants. Ce processus est censé donc expliquer la fidélité particulière des eunuques impériaux : sans famille, sans possibilité de transmettre, sans capacité à hériter ni à détenir une position relevant d'un prestige social reconnu par tous (et non pas uniquement une fonction pratique), l'eunuque serait déterminé à rester fidèle à son maître, l'empereur.
À cela, il faut ajouter que la castration, la privation d'organes virils, serait pour les Romains un facteur d'adoucissement de la personnalité de l'eunuque, et donc, un facteur de soumission et d'obéissance. Du fait de son absence de pouvoir masculin, l'eunuque serait finalement « féminisé ». C'est d'ailleurs probablement la conjonction de ces deux facteurs (impossibilité de transmettre, obéissance réputée) qui explique l'affranchissement réguliers des esclaves eunuques de la maison impériale. 

## Les cubiculaires tardo-antiques et byzantins
Au début du IVe siècle apr. J.-C., dans l'administration de l'Empire, et notamment dans sa partie orientale, émerge la fonction de praepositus sacri cubiculi (gardien de la chambre sacrée), détenue par un eunuque, qui correspond à une forme de charge de valet, ou de chambellan de l'empereur. Ce chambellan est un vrai fonctionnaire, de haut grade dans la hiérarchie civile, fiscale et militaire. Leur soumission et leur docilité est là aussi recherchée pour servir au mieux le pouvoir. Par ailleurs, on estime que l'eunuque, dénué de tout problème familial, pourra mieux servir à temps plein le souverain. La présence de praepositi avec une haute charge est attestée dès l'époque de Constantin Ier le Grand. On peut citer le cas d'Eusèbe, qui servit par la suite Constance II.
À la cour impériale se développe alors toute une hiérarchie de ces cubiculaires. Au grade le plus bas, on trouve les comites sacrae vestis, chargés du vestiaire impérial, puis viennent les comites domorum, chargés du soin de la chambre de l'empereur. Le spatharius commandait la garde rapprochée, tandis que le sacellarius s'occupait des finances privées de l'empereur et de ses domaines particuliers. Ces fonctionnaires étaient subordonnés au castrensis qui avait sous sa dépendance des comptables (tabularii) et des secrétaires.
Au-dessus du castrensis, on trouvait le primicerius sacri cubiculi, l'eunuque le plus ancien, lui-même subordonné au praepositus sacri cubiculi, au sommet de la hiérarchie, chargé de vêtir l'empereur et de lui tendre tous les objets du quotidien dont il avait besoin . Le praepositus servait ainsi d'intermédiaire obligé entre l'empereur byzantin et le monde extérieur, il décidait ainsi de ceux qui pouvaient ou non être reçus en audience par le souverain. Il pouvait par ailleurs être nommé ambassadeur pour représenter - avec pleins pouvoirs pour transmettre la volonté impériale - ainsi qu'il intervenait dans la nomination des plus hauts fonctionnaires de l'Empire ; il gérait aussi par ailleurs la confiscation des terres des ennemis de l'empereur une fois éliminés.
Les cubiculaires formaient ainsi un réseau de connivences politiques pour constituer un arbitrage quotidien du gouvernement de l'Empire, sans requérir systématiquement à l'empereur en personne. Leur emprise est d'ailleurs restée longtemps dans les mémoires de divers auteurs des IVe et VIe siècles de notre ère : Socrate le Scolastique, Ammien Marcellin, Philostorge, Palladios, Sozomène, Athanase d'Alexandrie, qui mettent en opposition la prétendue fidélité et soumission des eunuques et la réalité de leurs comportements : celui de conspirateurs de palais, incarnations de la corruption, de l'avidité, de l'arrivisme et de l'absence de sens moral.

### Quelques exemples de cubiculaires célèbres

#### Eusèbe
Eusèbe fut d'abord praepositus de Constantin Ier le Grand en 337 avant de passer au service de son fils, Constance II ; ce dernier est notamment connu pour être un fervent défenseur de l'arianisme. Il réussit à faire convertir une grande partie de ses cubiculaires ainsi que l'impératrice Eusébie. Eusèbe fut envoyé comme ambassadeur pour négocier une réconciliation avec le pape Libère, et fut présent lors de la rencontre entre ce dernier et l'empereur. Lors du conflit opposant le souverain à son cousin Constantius Gallus, césar d'Orient, il réussit à influencer le jugement de l'empereur pour le faire juger comme traître et condamner à mort. L'eunuque se charge alors de faire main-basse sur les biens du malheureux, et devient particulièrement riche, en parallèle d'une influence grandissante. En 360, Julien, alors césar en Occident et demi-frère de feu Constantius Gallus, est proclamé Auguste par ses troupes. La mort de Constance II en 361 laisse Julien l'Apostat seul maître de l'Occident. Ce dernier met rapidement en place une purge afin de faire condamner les fonctionnaires corrompus de son prédécesseur, et fait condamner à mort Eusèbe, auteur des accusations - réputées fausses - contre Constantius Gallus. Il est exécuté en 361.

#### Eutrope
Un parcours similaire à celui d'Eusèbe se retrouve dans le cas d'Eutrope. Il est lui praepositus sacri cubiculi au service de l'empereur Arcadius (377 - 408), fils de Théodose Ier et héritier du trône impérial d'Orient. Il complote et fait assassiner Rufinus, confident et conseiller de confiance du prince, afin de se saisir de ses biens.
Eutrope convainc alors Arcadius d'épouser Eudoxie, fille du général Bauto, et fait exiler et déclarer ennemis publics tous ses opposants, y compris le général Stilicon.
Le pouvoir et la richesse d'Eutrope augmentèrent à tel point qu'il fut fait patrice en 398, et consul l'année suivante. Pour la première fois, un eunuque occupait ainsi une charge publique officielle, celle d'un magistrat supérieur, ce qui scandalisa la cour impériale.
En 399, le général Gainas fut envoyé par Eutrope — qui avait reçu un gouvernement sur l'Orient d'Arcadius devenu empereur en 395 — pour réprimer les Ostrogoths, alliés de l'empereur mais en rébellion, en Phrygie. Gainas, réputé être un ennemi de l'eunuque, pactisa avec les rebelles : en échange de la fin de leur rébellion, il jura d'arrêter Eutrope et de le faire condamner à mort.
Arcadius, conscient du pouvoir de son subordonné, mais hésitant à passer à l'acte, fut convaincu par son épouse, Eudoxie, de faire mouvement contre Eutrope qui se réfugia dans la basilique Sainte-Sophie ; cependant, une loi promulguée par Eutrope lui-même en 398 révoquait le droit d'asile dans les églises. Capturé, il fut cependant défendu par Jean Chrysostome (344 - 407), alors patriarche de Constantinople, et fut condamné à l'exil à Chypre. Au prétexte d'une requête de l'empereur, il fut invité à Constantinople en 399, où il fut cette fois-ci exécuté. Ses biens furent confisqués et il devint dans les mots du poète Claudius Claudianus (370 - 404) le symbole et la figure de toutes les trahisons et des vices propres aux eunuques,.